# Acaponeta
Acaponeta è una municipalità dello stato di Nayarit, nel Messico centrale, il cui capoluogo è la località omonima.
La municipalità conta 37.309 abitanti (2015) e ha un'estensione di 1.407,17 km².
Il nome della località in lingua nahuatl significa luogo dove cresce il fagiolo impigliato nella canna.